# Edmund Murton Walker
Edmund Murton Walker (Windsor (Ontario), 5 oktober 1877 – Toronto, 14 februari 1969) was een Canadees entomoloog.

## Loopbaan
Walker was de oudste zoon van Byron Edmund Walker, de president van de Canadese Bank of Commerce. Hij werd geboren in Windsor en na zijn studie in Toronto en Berlijn, werkte hij vanaf 1904 bij de afdeling Biologie van de Universiteit van Toronto. Vanaf 1906 tot aan zijn emeritaat, in 1948, was hij hoogleraar entomologie. Vanaf 1934 was hij hoofd van de afdeling zoölogie.
In 1913 beschreef en benoemde Walker samen met Takatsuna B. Kurata een nieuwe orde van insecten, de Grylloblattaria (tegenwoordig vaak gerangschikt als onderorde Grylloblattodea) van Sulphur Mountain, Alberta. Walker publiceerde vele werken, waaronder het driedelige Odonata of Canada and Alaska, dat wordt beschouwd als het belangrijkste leerboek over de libellen van dat deel van de wereld. Van 1910 tot 1920 was hij redacteur van het tijdschrift Canadian Entomologist. Hij was in 1914 de grondlegger van de collectie ongewervelden van het Royal Ontario Museum, en bekleedde diverse bestuursfuncties in het museum. In 1943 trouwde hij met Norma Ford (een ex-student).
Hij ontving een eredoctoraat van de Carleton University, en werd in 1960 bekroond met de Royal Society of Canada's Flavelle medaille. Een studiebeurs, aangeboden door de Universiteit van Toronto, is naar hem vernoemd.
Als auteur van zoölogische namen moet deze Walker niet verward worden met Francis Walker (1809-1874), die via de Lists of the specimens of insects in the collection of the British Museum veel namen publiceerde.
- Gemeinsame Normdatei: 128920327
- International Standard Name Identifier: 0000 0000 2874 5646
- Library of Congress Control Number: n90657124
- Nederlandse Thesaurus van Auteursnamen: 068377916
- Système universitaire de documentation: 175354170
- Virtual International Authority File: 35521215
- WorldCat: E39PBJppyJq6vGJ4GyBFchHcT3